# Underworld: Evolution
Underworld: Evolution és una pel·lícula de 2006 dirigiada per Len Wiseman, narra els esdeveniments immediatament posteriors a la mort de Viktor, rei dels vampirs, i la persecució de Selene i Michael, ara convertit en l'híbrid vampir-home llop. El despertar de Marcus, últim dels tres grans vampirs, desencadena la recerca del seu germà i primer home llop: William Corvinus. És la segona pel·lícula de la tetralogia d'Underworld.
La pel·lícula ha estat doblada al català i va ser emesa per primera vegada per a TV3 el 6 d'agost de 2006. També ha estat doblada al valencià per a À Punt.
La pel·lícula va sortir a la venda en DVD el 6 de juny de 2006.

## Repartiment i Doblatge[3]
| Actor             | Personatge         | Doblatge          |
| ----------------- | ------------------ | ----------------- |
| Kate Beckinsale   | Selene             | Victòria Pagès    |
| Scott Speedman    | Michael Corvin     | Eduard Itchart    |
| Derek Jacobi      | Alexander Corvinus | Josep Maria Ullod |
| Shane Brolly      | Kraven             | Ramon Canals      |
| Bill Nighy        | Viktor             | Jordi Royo        |
| Steven Mackintosh | Andras Tanis       | José Posada       |
| Zita Gorog        | Amelia             | Meritxell Ané     |
| John Mann         | Samuel             | Alfonso Vallés    |
| Michael Sheen     | Lucian             | Francesc Belda    |

## Música

### Banda sonora
| Núm. | Títol                                  | Artista             | Durada |
| ---- | -------------------------------------- | ------------------- | ------ |
| 1.   | «The Undertaker»                       | Puscifer            | 3:57   |
| 2.   | «Morning After»                        | Chester Bennington  |        |
| 3.   | «Where Can I Stab Myself in the Ears?» | Hawthorne Heights   | 3:58   |
| 4.   | «To the End»                           | My Chemical Romance | 3:12   |
| 5.   | «Vermillion, Pt. 2»                    | Slipknot            | 3:39   |
| 6.   | «Burn»                                 | Alkaline Trio       | 4:02   |
| 7.   | «The Last Sunrise»                     | Aiden               | 3:55   |
| 8.   | «Bite to Break Skin»                   | Senses Fail         | 4:08   |
| 9.   | «Her Portrait in Black»                | Atreyu              | 4:02   |
| 10.  | «Washing Away Me in the Tides»         | Trivium             | 3:47   |
| 11.  | «Eternal Battle»                       | Mendozza            | 4:10   |
| 12.  | «Our Truth»                            | Lacuna Coil         | 4:04   |
| 13.  | «Cat People (Putting Out Fire)»        | Gosling             | 5:01   |
| 14.  | «Why Are You Up»                       | Bobby Gold          | 3:10   |
| 15.  | «Suicide»                              | Meat Beat Manifesto | 3:14   |
| 16.  | «HW2»                                  | Cradle of Filth     | 3:38   |

### Música incidental
| Núm.          | Títol                        | Durada |
| ------------- | ---------------------------- | ------ |
| 1.            | «The Crawl»                  | 0:52   |
| 2.            | «Ol' Timey Music»            | 4:58   |
| 3.            | «William Captured»           | 0:55   |
| 4.            | «Previously…»                | 2:18   |
| 5.            | «Safehouse 2 Crypt»          | 4:12   |
| 6.            | «Stay»                       | 0:55   |
| 7.            | «Corvin's Cruisin' Crypt»    | 3:11   |
| 8.            | «Morgue Medallion»           | 2:43   |
| 9.            | «Mike to Tavern»             | 1:30   |
| 10.           | «Mikey Doesn't Like It»      | 3:13   |
| 11.           | «Cue de Cilantro»            | 2:15   |
| 12.           | «Trunkin'»                   | 2:38   |
| 13.           | «Marcus Trumped»             | 0:30   |
| 14.           | «Marcus Hits Snooze»         | 0:50   |
| 15.           | «Beware of Dog»              | 3:53   |
| 16.           | «Shot Glass»                 | 1:53   |
| 17.           | «Family Values»              | 4:29   |
| 18.           | «Marcus Taps Tannis»         | 2:08   |
| 19.           | «Patricide»                  | 4:15   |
| 20.           | «Alexander Can Help»         | 1:02   |
| 21.           | «He Is My Sonshine»          | 1:31   |
| 22.           | «Heli – Ride»                | 3:36   |
| 23.           | «William’s Castle»           | 2:54   |
| 24.           | «Selene, Willie & Marcus»    | 3:36   |
| 25.           | «Trying to Kill Will»        | 0:59   |
| 26.           | «Kill Will 2»                | 2:10   |
| 27.           | «Marcus Trumped Again»       | 1:33   |
| 28.           | «The Future»                 | 2:34   |
| 29.           | «Something I Can Never Have» | 4:57   |
| 30.           | «EracTou»                    | 3:19   |
| Durada total: | Durada total:                | 75:56  |